# 近北区 (芝加哥)
近北区（英語：Near North Side）是美国芝加哥的77个正式划分的社区（community areas）之一，位于芝加哥河和中央商务区卢普区以北。

## 街区

### 黄金海岸
黄金海岸（Gold Coast）是芝加哥最富裕的街区之一，主要由湖滨大道（Lake Shore Drive）的高档公寓大楼组成，紧临密歇根湖。

### 鹅岛
鹅岛（Goose Island）是芝加哥河上唯一的岛屿，它被芝加哥河的北支从西面，北支运河（the North Branch Canal）从东面与陆地隔开。运河由前芝加哥市长开挖于1853年。生產暢銷手工啤酒「Goose Island 312」的鵝島釀酒廠（Goose Island Brewery）即以鵝島命名。

### 河北
河北（River North）是近北区的一个社区。它的边界为东到Rush街，北到芝加哥大街（Chicago Avenue），南面和西面到芝加哥河。这个社区集中了美国除曼哈顿以外最多的画廊。同时，这个社区还拥有许多酒吧、舞蹈俱乐部、受欢迎的餐厅、和娱乐场所。河北又可以细分为：
- 画廊区，
- 餐馆区，拥有许多服务游客的餐馆；
- “座堂区”，拥有许多新建的住宅摩天大楼，环绕着罗马天主教芝加哥圣名主教座堂（Holy Name Cathedral, Chicago）和圣公会的芝加哥圣雅各座堂（St. James Cathedral, Chicago）；
- 设计区，有出售豪华家具的店铺、陈列室。

### 河西
河西（River West）是近北区西部的一个社区。它的边界为北到芝加哥大街（Chicago Avenue），西到I-90/94，南到俄亥俄街，东到芝加哥河。